# Депортація
Депортація — примусове переселення, вигнання чи висилка з постійного місця проживання або з держави окремих осіб чи народів. Застосовується як засіб кримінального чи адміністративного покарання.

## Франція
Термін депортація виник в карному законодавстві Франції в 18-19 століттях для позначення особливих видів заслання. Уперше депортація політично ненадійних у Гвіану була встановлена Законом про підозрілих 1791 року. Депортація, у тому числі й довічна, передбачалася кримінальним кодексом Франції 1810 року й полягала в посиланні й довічному перебуванні поза межами континентальної території, у місцях депортації, визначених законом від 23 березня 1872 року. Цей закон передбачав створення центрального табору депортації на острові Ну й укріпленого місця (фортеці) для депортованих на півострові Дюко (Нова Каледонія). Депортація використалася не тільки для покарання карних злочинців-рецидивістів, але й для розправи з революціонерами (в 1872 році захоплені комунари були депортовані на острови Новокаледонійського архіпелагу).
В історичному значенні термін депортація у Франції не застосовується з 1880 року. Проте застосовувались інші види заслань — транспортація (комплексне покарання у вигляді каторжних робіт у Гвіані й інших заокеанських територіях Франції) і релегація (додаткове покарання у вигляді заслання, що застосовувалася до найнебезпечніших рецидивістів після відбуття ними покарання у в'язницях метрополії).

## Канада
Масову кампанію депортації й геноциду французьких й франко-акадських поселенців було проведена британцями при офіційній підтримці влади на території сучасної Канади. Депортація й геноцид торкнулися франкомовних жителів колишніх французьких територій (Акадія й Нова Шотландія) в Атлантичній Канаді, що перейшли під юрисдикцію Великої Британії. Усього з 1755 по 1763 за наказом британського губернатора Чарльза Лоренса було депортовано понад 10 000 осіб, більша частина з яких загинула в трюмах кораблів, що перевозили їх до в'язниць тих британських колоній у Північній Америці, які згодом створили США, і на Фолклендські острови. Спочатку кампанію було прозвано «Великий переполох». Термін «депортація» став застосовуватися пізніше.

## СРСР
Депортації народів широко застосовувались в СРСР, бувши своєрідним інструментом радянської демографічної й національної політики. Насильного переселення у віддалені райони СРСР зазнали як окремі особи, так і цілі народи, визнані офіційною владою соціально небезпечними.
Почавшись у 1920-х роках з виселення терських козаків, депортації досягли максимуму в першій половині 1930-х років, коли в Сибір та на крайню Північ було депортовано мільйони селян з України, Білорусі, Кубані.
З початком Другої світової війни у 1939—1940 роках примусового виселення зазнало населення заходу України, Західної Білорусі та країн Балтії. У воєнні 1941—1944 роки у віддалені райони Сибіру депортовані були німці, а також представники народів, країни яких входили в гітлерівську коаліцію (угорці, болгари, фіни).
З відвоюванням Червоною армією території СРСР протягом 1944 року, за звинуваченням у колабораціонізмі з рідних земель було насильно виселено кримських татар, калмиків, інгушів, чеченців, карачаєвців, балкарців, ногайців, турків-месхетинців, понтійських греків. У серпні-вересні 1945 року депортації з Маньчжурії піддалися китайці, що перебували там, японці й російські емігранти.
Реабілітація депортованих народів в СРСР почалася з 1957-58 років, остаточно ж обмеження були скасовані 14 листопада 1989 року Декларацією Верховної Ради СРСР.

## Відповідальність за депортацію цивільного населення
Відповідно до Протоколу № 4 до Європейської конвенції про захист прав людини й основоположних свобод, ніхто не може бути висланий з території держави, громадянином якого він є й жодному громадянинові не може бути заборонений в'їзд на територію своєї держави.
Відповідно до статті 7 Римського статуту міжнародного карного суду від 17 липня 1998 року «депортація або насильницьке переміщення населення» належить до числа злочинів проти людяності й тягне за собою міжнародну кримінальну відповідальність.